# Ventilabrella
Ventilabrella es un género de foraminífero planctónico de la subfamilia Heterohelicinae, de la familia Heterohelicidae, de la superfamilia Heterohelicoidea, del suborden Globigerinina y del orden Globigerinida. Su especie tipo es Ventilabrella eggeri. Su rango cronoestratigráfico abarca desde el Santoniense hasta el Maastrichtiense (Cretácico superior).

## Descripción
Ventilabrella incluía especies con conchas subtriangulares o flabeliformes, inicialmente biseriadas y finalmente multiseriadas irregulares, con proliferación de cámaras sobre un plano pero solo una o como mucho dos filas con tres cámaras por fila; sus cámaras eran inicialmente globulares y finalmente piriformes; sus suturas intercamerales eran incididas; su contorno ecuatorial era subtriangular y lobulada; su periferia era redondeada, pero la última fila multiseriada de cámaras podía desarrollar dos rebordes laterales que se fusionaban para crear una doble cresta periférica continua; presentaban dos aberturas principales a ambos lados de cada cámara en el estadio multiseriado, todas ellas interiomarginales, laterales, y con forma de arco pequeño; presentaban pared calcítica hialina, perforada, y superficie costulada, con costillas longitudinales, ligeramente irregulares a discontinuas.

## Discusión
Antiguamente se consideraba Ventilabrella un sinónimo subjetivo posterior de Planoglobulina. Clasificaciones posteriores han incluido Ventilabrella en el Orden Heterohelicida.

## Paleoecología
Ventilabrella incluía especies con un modo de vida planctónico, de distribución latitudinal cosmopolita, preferentemente tropical-subtropical, y habitantes pelágicos de aguas superficiales e intermedias (medio epipelágico a mesopelágico superior).

## Clasificación
Ventilabrella incluye a la siguiente especie:
- Ventilabrella eggeri †
- Ventilabrella ornatissima †

Otras especies consideradas en Ventilabrella son:
- Ventilabrella alpina †
- Ventilabrella austinana †
- Ventilabrella bipartita †
- Ventilabrella browni †
- Ventilabrella carseyae †
- Ventilabrella decoratissima †
- Ventilabrella deflaensis †
- Ventilabrella glabrata †
- Ventilabrella manuelensis †
- Ventilabrella multicamerata †
- Ventilabrella reniformis †
- Ventilabrella riograndensis †
- Ventilabrella tricamerata †